# Zuzana Kučová
Zuzana Kučová (Bratislava, 26 de juny de 1982) és una tennista professional eslovaca retirada. La seva germana Kristína Kučová també va ser tennista professional.
Va desenvolupar la seva carrera majoritàriament en el circuit ITF, on va aconseguir vuit títols individuals i quatre de dobles femenins. El seu millor rànquing en la classificació individual va ser el número 101, aconseguit el 7 de juny del 2010.

## Carrera de tennis
Kučová es va classificar pel Roland Garros del 2004, i es va enfrontar a la desena cap de sèrie Vera Zvonariova en la primera del torneig de terra batuda. Ella va lluitar per superar a la russa però fou derrotada 6–0, 6–2.
Va guanyar diversos esdeveniments individuals del circuit de dones de l'ITF, inclòs els torneig amb pista ràpida a Lagos, Nigèria del 2007 al 2009. Zuzana va guanyar el seu únic dobles ITF fins a la data el 2009 amb la seva germana Kristína Kučová a Zlín, República Txeca.
En el 2008, Kučová va competir al GDF SUEZ Grand Prix del 2008 a Budapest, Hongria. Ella va derrotar a la jove jugadora suïssa Timea Bacsinszky en la ronda d'obertura, 6–3, 6–4, però no va poder derrotar a la favorita local Gréta Arn en la segona ronda, inclinant-se en sets seguits.
Kučová es va classificar pel seu segon gran eslam, l'Open d'Austràlia 2010, derrotant a l'alemanya Julia Schruff en la tercera ronda de classificació. Kučová va topar-se amb l'argentina Gisela Dulko en la ronda d'obertura, i després d'un horrible primer set que va durar només 18 minuts, Kučová va remuntar, però va ser finalment derrotada 6–0, 5–7, 7–5.

## Trajectòria

### Individual
| Open d'Austràlia | A   | Q1  | Q1  | Q1  | A   | A   | A   | Q2  | 1R  | Q3  | A | A  | 0 / 1     | 0 – 1     |
| Roland Garros | A   | Q2  | 1R  | A   | Q1  | A   | A   | Q1  | Q3  | Q1  | A | 2R | 0 / 2     | 1 – 2     |
| Wimbledon | A   | Q2  | Q1  | Q1  | A   | A   | A   | Q1  | 1R  | Q3  | A | A  | 0 / 1     | 0 – 1     |
| US Open | Q3  | Q1  | Q1  | A   | A   | A   | Q1  | Q2  | 1R  | Q1  | A | A  | 0 / 1     | 0 – 1     |
| Rànquing a final d'any | 218 | 208 | 227 | 285 | 277 | 331 | 192 | 143 | 122 | 182 | – | –  | 328 – 258 | 328 – 258 |
| Llegenda: G: Guanyadora; F: Finalista; SF: Semifinalista; QF: Quarts de final; Q: Qualificació; A: Absent; RR: Round Robin; |     |     |     |     |     |     |     |     |     |     |   |    |           |           |